# DANCING MARY ダンシング・マリー
『DANCING MARY ダンシング・マリー』（ダンシング・マリー）は2021年11月5日公開の日本映画。2018年2月に東京、北九州、台湾で撮影が行われた。シッチェス・カタロニア国際映画祭2019でワールドプレミア上映が行われた。

## キャスト
- 藤本研二：EXILE NAOTO[2]
- 雪子：山田愛奈
- マリー：坂東希
- ジョニー：吉村界人
- ヤクザ幽霊：石橋凌

## スタッフ
- 監督・脚本・編集：SABU
- エグゼクティブプロデューサー:EXILE HIRO
- 製作：森雅貴、渡辺章仁
- ゼネラルプロデューサー：井上鉄大
- プロデューサー：清水洋一、中林千賀子、小河原修、江良圭
- アソシエイトプロデューサー：秋山真太郎
- 音楽：松本淳一
- 主題歌：Crystal Kay「ひとりじゃないから」（Virgin Music / Universal Music Japan）[4]
- 撮影：柳田裕男
- 照明：宮尾康史
- 録音：高島良太
- 美術：林チナ
- 衣装：小磯和代
- ヘアメイク：橋本申二、中麻衣子
- 特殊造形：中田彰輝
- VFXスーパーバイザー：小坂一順
- 特殊効果：黒田政紀
- 助監督：石川浩之、湯本信一
- 製作担当：板井茂樹
- キャスティング：東平七奈
- 台湾撮影協力：許 勝閔（EXPG STUDIO TAIPEI）
- In Coproduciton：Rapid Eye Movies
- In Cooperation：The Post Republic
- 制作プロダクション：ディープサイド
- 配給・宣伝：キグー
- 製作：「DANCING MARY」製作委員会（LDH JAPAN、ローソン）

## 受賞
- ポルト国際映画祭 審査員特別賞 (2020年)[5]
- ポルトアレグレ国際ファンタスティック映画祭 物語の意図を最もよく表現された撮影賞 (2021年)[6]
- アジアン映画祭 最優秀オリジナル映画賞 (2021年)[6]